# Clichetul brownian

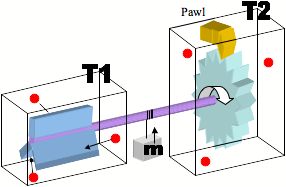
Schemă a clichetului brownian

În filozofia fizicii clichetul Brownian este un aparent perpetuum mobile de speța a doua (conversia energiei termice în lucru mecanic), analizat pentru prima dată în 1912 ca un experiment mental de fizicianul polonez Marian Smoluchowski. A fost popularizat de fizicianul american Richard Feynman, laureat al Premiului Nobel, în prelegerile sale și în cartea sa, The Feynman Lectures on Physics ca o ilustrare a principiilor termodinamicii. Mașina simplă, formată dintr-o roată cu zbaturi minusculă și un clichet, pare a fi un exemplu de demon al lui Maxwell, capabil să extragă lucru mecanic din fluctuațiile aleatorii ale mișcărilor particulelor (pe care mecanica statistică le consideră echivalente cu căldura) într-un sistem termodinamic în echilibru termic, cu încălcarea principiului al doilea al termodinamicii. Analiza detaliată făcută de Feynman și alții a arătat de ce nu poate face acest lucru.

## Descriere
Dispozitivul constă dintr-o roată dințată care se rotește liber într-o direcție, dar este împiedicată să se rotească în direcția opusă de un clichet. Roata dințată este conectată printr-un ax la o roată cu zbaturi care este scufundată într-un fluid format din molecule la temperatura {\displaystyle T_{1}}. Moleculele constituie o sursă termică deoarece în ea are loc o mișcare browniană aleatorie cu o energie cinetică medie care este determinată de temperatură. Dispozitivul este imaginat ca fiind suficient de mic încât impulsul de la o singură coliziune moleculară poate roti roata paletată. Deși astfel de ciocniri ar tinde să rotească roata în ambele direcții cu aceeași probabilitate, clichetul permite roții să se rotească doar într-o singură direcție. Efectul net al multor astfel de ciocniri aleatoare ar părea a fi că axul se rotește continuu în acea direcție. Mișcarea axului poate fi folosită pentru a efectua lucru mecanic asupra altor sisteme, de exemplu la ridicarea unei greutăți, m, învingând gravitația. Energia necesară pentru a produce acest lucru mecanic aparent ar proveni din sursa termică, fără nici o diferență de temperatură (adică mișcarea ar extrage energie din căldura sistemului). Dacă o astfel de mașină ar funcționa cu succes, funcționarea ei ar încălca principiul al doilea al termodinamicii, în forma care afirmă că „este imposibil ca un dispozitiv care funcționează în ciclu să primească căldură dintr-o singură sursă și să producă o cantitate netă de lucru mecanic”.

## De ce nu funcționează
Deși la prima vedere clichetul brownian pare să extragă lucru mecanic util din mișcarea browniană, Feynman a demonstrat că dacă întregul dispozitiv este la aceeași temperatură dispozitivul nu se va roti continuu într-o direcție, ci se va mișca aleatoriu înainte și înapoi, prin urmare nu va produce vreun lucru mecanic util. Motivul este că, deoarece clichetul este la aceeași temperatură cu paleta, va suferi și el o mișcare browniană, „sărind” în sus și în jos. Prin urmare, va eșua intermitent, permițând unui dinte cu clichet să alunece înapoi pe sub clichet în timp ce acesta este sus. O altă problemă este că atunci când clichetul se sprijină pe fața înclinată a dintelui, arcul care produce revenirea clichetului exercită o forță laterală asupra dintelui, care tinde să rotească axul înapoi. Feynman a demonstrat că, dacă temperatura {\displaystyle T_{2}} a clichetului este aceeași cu temperatura {\displaystyle T_{1}} a paletei, atunci rata de eșec trebuie să fie egală cu rata de succes a clichetului, astfel încât să nu rezulte o mișcare netă a ansamblului pe perioade suficient de lungi sau în medie într-un anumit sens. O demonstrație simplă, dar riguroasă, că nu are loc vreo mișcare netă, indiferent de forma dinților, a fost dată de Marcelo Osvaldo Magnasco.
Dacă, pe de altă parte, {\displaystyle T_{2}} este mai mică decât {\displaystyle T_{1},} axul se va învârti într-adevăr înainte și va produce un lucru mecanic. Însă în acest caz energia este extrasă din diferența de temperatură dintre cele două surse termice, iar prin clichet este evacuată o anumită cantitate de căldură în sursa de temperatură inferioară. Cu alte cuvinte, dispozitivul funcționează ca un motor termic în miniatură, în conformitate cu cel de al doilea principiu al termodinamicii. Iar dacă {\displaystyle T_{2}} este mai mare decât {\displaystyle T_{1},} axul se va roti în direcția opusă.
Clichetul brownian a condus la conceptul similar de motor brownian⁠(d), nanomașină⁠(d) care poate extrage lucru mecanic util nu din zgomotul termic, ci din potențialele chimice sau alte surse de dezechilibre, în conformitate cu legile termodinamicii. Analogul electric al clichetului brownian este dioda, și din același motiv nu poate produce un lucru mecanic util prin redresarea într-un circuit la temperatură uniformă a zgomotului termic⁠(d) din circuit.
Atât Millonas, cât și Mahato, au extins aceeași noțiune la clicheții de corelație acționați de zgomotul de neechilibru cu media zero cu o funcție de corelație nenulă de ordin impar mai mare de unu. 

## Istoric
Pentru prima oară combinația roată paletată și clichet a fost menționată ca un dispozitiv care încalcă al doilea principiu al termodinamicii în 1900 de către Gabriel Lippmann. În 1912 fizicianul polonez Marian Smoluchowski a dat prima explicație calitativă corectă a motivului pentru care dispozitivul nu funcționează; mișcarea termică a clichetului permite dinților clichetului să alunece înapoi. Feynman a făcut în 1962 prima analiză cantitativă a dispozitivului folosind distribuția Maxwell–Boltzmann⁠(d), arătând că dacă temperatura paletei T1 era mai mare decât temperatura clichetului T2, dispozitivul ar funcționa ca un motor termic, dar dacă T1 = T2 nu ar exista vreo mișcare netă a paletei. În 1996 Juan Parrondo și Pep Español au folosit o variantă a dispozitivului de mai sus în care nu este prezent niciun clichet, doar două roți cu palete, pentru a arăta că axa care leagă roata paletată și cea cu cliche transmite căldura între surse; ei au susținut că deși concluzia lui Feynman a fost corectă, analiza sa a fost greșită din cauza utilizării eronate a aproximării cvasistatice, rezultând ecuații incorecte pentru randamentul termic. Magnasco și Stolovitzky (1998) au dezvoltat această analiză pentru a lua în considerare dispozitivul cu clichet și au arătat că, puterea de ieșire a dispozitivului este mult mai mică decât cea dată de randamentul Carnot, cum afirma Feynman. O lucrare din 2000 a lui Derek Abbott, Bruce R. Davis și Juan Parrondo, a reanalizat problema și a dezvoltat-o pentru cazul clicheților multipli, arătând o legătură cu paradoxul lui Parrondo⁠(d).

Circuitul Brillouin: analog electric al clichetului brownian

În 1950 Léon Brillouin a discutat despre un circuit electric analogic care folosește un redresor (cum ar fi o diodă) în loc de un clichet. Ideea era ca dioda să redreseze zgomotul termic (adică fluctuațiile curentului produs de mișcările termice ale electronilor) dintr-un rezistor, generând un curent continuu care ar putea fi folosit pentru a efectua lucru mecanic. În analiza detaliată s-a arătat că fluctuațiile termice din interiorul diodei generează o tensiune electromotoare care anulează tensiunea dată de fluctuațiile curentului redresat. Prin urmare, la fel ca și în cazul clichetului, circuitul nu va produce energie utilă dacă toate componentele sunt în echilibru termic (la aceeași temperatură); se va produce un curent continuu numai atunci când dioda este la o temperatură mai mică decât rezistorul.

## În gaz granular
Cercetătorii de la Universitatea Twente, Universitatea din Patras și Fundația pentru Cercetarea Fundamentală a Materiei au construit un motor Feynman-Smoluchowski care, atunci când nu este în echilibru termic, transformă pseudo-mișcarea browniană în lucru mecanic folosind un gaz granular, care este un conglomerat de particule solide vibrate tare, încât sistemul aibă o stare asemănătoare gazului. Motorul construit a constat din patru palete care au fost lăsate să se rotească liber într-un gaz granular fluidizat prin vibrații. Deoarece mecanismul de angrenare și clichetul, așa cum este descris mai sus, permitea axei să se rotească doar într-o singură direcție, ciocnirile aleatorii cu paletele în mișcare au cauzat rotirea roții cu palete. Acest lucru pare să contrazică ipoteza lui Feynman. Însă acest sistem nu este într-un echilibru termic perfect: se furnizează constant energie pentru a menține mișcarea fluidă a particulelor solide. Agitarea particulelor solide imita natura unui gaz molecular. Spre deosebire de un gaz ideal, în care particulele minuscule se mișcă în mod constant, oprirea vibrației ducea la sedimentarea particulelor solide. În experiment, acest mediu, obligatoriu dezechilibrat, a trebuit menținut. În plus, lucrul mecanic nu se producea imediat, efectul de clichet a început doar dincolo de o anumită putere de agitare. La o agitare puternică, paletele roții cu palete au interacționat cu gazul, formând o buclă de convecție, care le susținea rotația.